# Emil Schmetzer
Emil Schmetzer, né le 19 juin 1908 et mort le 21 septembre 1988, était un arbitre allemand de football. 

## Carrière
Il a officié dans des compétitions majeures : 
- Coupe d'Allemagne de football 1943 (finale)
- Championnat d'Allemagne de football D1 1953-1954 (finale)
- Coupe du monde de football de 1954 (1 match)